# Causa patrocinio non bona peior erit
La locuzione latina Causa patrocinio non bona, peior erit, tradotta letteralmente, significa una causa cattiva, peggiora [se la si difende] (Ovidio).
Può essere considerato una sua estensione il proverbio dialettale veneto "Pezo el tacòn del buso" ("è peggio il rammendo che lo strappo"), usato quando, nel tentativo di rimediare ad un errore in maniera grossolana, si finisce col peggiorare la situazione.